# 黑颈长尾雉
黑颈长尾雉，学名Syrmaticus humiae，一种长尾雉，属于鸡形目雉科。

## 生态环境
本物种栖息于海拔1000-3000米的开阔林区。

## 分布地域
分布在中国西南的云南、广西等省，以及印度、缅甸和泰国的森林中。

## 特征
黑颈长尾雉体型较大，体长约为55厘米，最长可达90厘米。雄鸟头部为灰褐色，眼周裸露为红色皮肤；上体为褐色，喙黄色，虹膜黄褐色，肩羽白色，颈部为金属蓝色。尾羽长而灰白，带黑色和褐色斑纹。雌鸟体羽褐色，喉部为白色，尾羽带白色尖端。

## 食物
黑颈长尾雉为植食性鸟类。主要以嫩芽、浆果、根茎为食，有时也吃昆虫。

## 保护情况
由于栖息地的日益减少，以及偷猎的不断发生，黑颈长尾雉目前的数量十分稀少，是中国国家一级保护动物。
- CITES濒危等级：附录I
- IUCN濒危等级：NT
- 中国国家重点保护等级：一级